# Орум
Орум (нем. Ohrum) — община в Германии, в земле Нижняя Саксония.
Входит в состав района Вольфенбюттель. Подчиняется управлению Одервальд. Население составляет 572 человека (на 31 декабря 2010 года). Занимает площадь 8,38 км².
| Год  | Население |
| ---- | --------- |
| 1990 | 635       |
| 1995 | 657       |
| 2000 | 700       |
| 2005 | 638       |
| 2010 | 565       |